# فريدون فرخزاد
فريدون فرخزاد (7 أكتوبر / تشرين الأول 1936 في طهران - 5 أغسطس / آب 1992 في بون) شاعر ومبرمج إذاعي وتلفزيوني ومغني ومقدم تلفزيوني وإذاعي، وكاتب أغاني، وملحن إيراني، وممثل وناشط سياسي ومعارض للجمهورية الإسلامية. ويشار إلى فريدون فروخزاد بأنه «تذكار إيران الأكثر شهرة». تم اغتياله في برلين بألمانيا في 5 أغسطس1992.

## روابط خارجية
- فريدون فرخزاد على موقع IMDb (الإنجليزية)
- فريدون فرخزاد على موقع ميوزك برينز (الإنجليزية)
- فريدون فرخزاد على موقع ميوزك برينز (الإنجليزية)
- فريدون فرخزاد على موقع ديسكوغز (الإنجليزية)
- فريدون فرخزاد على موقع قاعدة بيانات الفيلم (الإنجليزية)